# Astilboides tabularis
Genre
Espèce
Classification phylogénétique
Astilboides tabularis est une espèce de plantes à fleurs de la famille des Saxifragaceae. C'est une plante herbacée pérenne aux grandes feuilles rondes et rugueuses (dites peltées) originaire de Chine et de Corée. Elle croit dans la zone 5.
C'est la seule espèce décrite à l'heure actuelle du genre Astilboides.
Mise au soleil ou à la mi-ombre, l'Astilboides tabularis fera des fleurs légères et paniculées de couleurs blanc crème, mais à l'ombre, elle ne fleurira pas. Au Québec, sa floraison sera de courte durée au cours du mois de juillet.
Cette plante aime un sol riche et constamment humide, elle se plaira donc au bord d'un bassin, et mettra ce dernier en valeur.

## Synonymes
- Saxifraga tabularis Hemsl.
- Rodgersia tabularis (Hemsl.) Komarov

### Astilboides
- (en) Flora of China : Astilboides
- (en) NCBI : Astilboides (taxons inclus)
- (en) GRIN : genre Astilboides Engl. (+liste d'espèces contenant des synonymes)
- (en) Tropicos : Astilboides Engl.  (+ liste sous-taxons)

### Astilboides tabularis
- (en) Flora of China : Astilboides tabularis
- (en) NCBI : Astilboides tabularis (taxons inclus)
- (en) GRIN : espèce Astilboides tabularis (Hemsl.) Engl.
- (en) Tropicos : Astilboides tabularis (Hemsl.) Engl.  (+ liste sous-taxons)